# Ommatius puniceus
Ommatius puniceus là một loài ruồi trong họ Asilidae. Ommatius puniceus được Martin miêu tả năm 1964. Loài này phân bố ở vùng nhiệt đới châu Phi.